# Melrose (Nouveau-Mexique)
Pour les articles homonymes, voir Melrose.
Melrose est un village de l'État américain du Nouveau-Mexique, situé dans le comté de Curry. Selon le recensement de 2010, sa population est de 651 habitants.